# Darányi Ignác (ügyvéd)

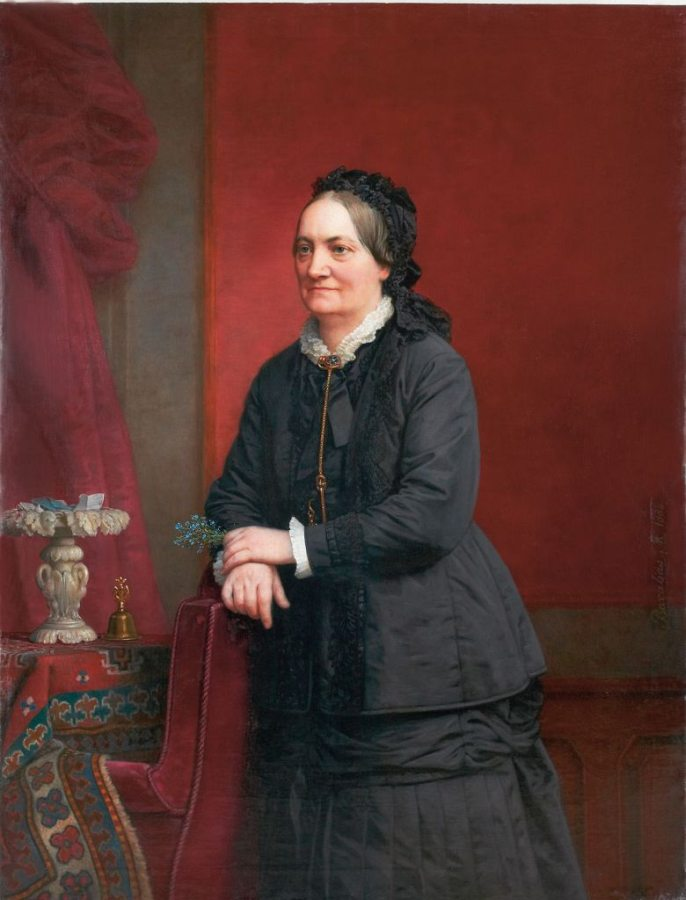
Felesége Földváry Borbála. Barabás Miklós festménye.

Pusztaszentgyörgyi és tetétleni Darányi Ignác (Kecskemét, 1811. március 11. – Budapest, 1877. június 11.) magyar ügyvéd és jószágigazgató, a budapesti református egyháztanács és az Országos Magyar Gazdasági Egyesület igazgatósági választmányi tagja. Darányi Ignác politikus édesapja.

## Élete
Darányi György (1777-1830) és a nemesi származású balásfalvai Kiss Erzsébet fia volt. Tanulmányait szülővárosában kezdte és a Debreceni Református Kollégiumban a joggal együtt végezte; ekkor Békés városba rendeltetett rektorságra, itt ismerte őt meg Wenckheim Béla báró, aki akkor Békés megye alispánja volt s neki aztán pártolója lett. 
Végezte a keszthelyi Georgicont és joggyakorlatra Pestre ment; majd királyi táblai jegyzőnek esküdött fel, egyúttal a gazdasági egyesület titoknoki hivatalában nyert alkalmazást, elkezdett a gazdasági ügyekkel és gazdasági irodalommal is foglalkozni.
Ügyvédi oklevelet szerzett és Kossuth Lajos felhívására a pozsonyi országgyűlésre tudósítónak ment fel. 1844. január 29-étől özv. gróf Teleki Józsefné gyermekeinek birtokait kezelte. Már ekkor tagja volt a gazdasági egyesületnek, mely 1848-ban igazgatósági választmányába is beválasztotta; ugyanakkor gazdasági hivatala mellett Klauzál Gábor földmívelési minisztertől kormánybiztosi megbízatást fogadott el; 1849-ben pedig nemzetőri kapitány volt.
A szabadságharc után Budán telepedett le s előszeretettel foglalkozott különösen a faültetéssel s az ármentesítési meliorációkkal (talajjavítással); még nevezetesebb kulturális hatást gyakorolt a tiszainokai, csámpai és sápi birtokok ármentesítése körül; a Szolnok-Csongrád jobbparti ármentesítő társulatnak 16 évig helyettes elnöke is volt és e társulat vezetésétől csak 1866-ban betegeskedése miatt lépett vissza. E hivatalát minden tiszteletdíj nélkül vitte, ezért a társulat ezüst billikomot nyújtott át neki emlékül, melyet Darányi a pesti református egyháznak hagyományozott. 
Buda város polgárságának magyarosodásában nem kis érdeme van. Szerepet vitt Pest megye bizottsági gyűlésein is, hol a Deák-párt legbuzgóbb képviselőinek egyike, azonfelül a pesti református egyháznak évekig tanácsbírája volt. Nyolc nappal halála előtt értesült, hogy a király a magyar nemességgel tüntette ki. A gazdasági egyesületnél 1864-ben 1000 forint alapítványt tett.
I. Ferenc József magyar király 1877. június 2.-án nemességet, nemesi előnevet és családi címert adományozott Ignácnak és gyermekeinek.

## Házassága és leszármazottjai
Feleségül vette a református nemesi származású földvári és bernátfalvi Földváry Borbála (1820–Budapest, 1888. május 9.) kisasszonyt, akinek a szülei földvári és bernátfalvi Földváry Pál (1790–1849), Pest megyei földbirtokos és bernátfalvi Bernáth Terézia (1796–1836) voltak. Az apai nagyszülei földvári és bernátfalvi Földváry Mihály (1760–1825), táblabíró, földbirtokos és szemerei Szemere Erzsébet voltak. Az anyai nagyszülei bernátfalvi Bernáth György (1763–1839), földbirtokos, valamint nagycsepcsényi és muthnai Vladár Terézia (1770–1848) voltak. Darányi Ignác és Földváry Borbála frigyéből született:
- Darányi Ignác (Pest, 1849. január 15. – Budapest, Terézváros, 1927. április 27.) magyar jogász, agrárpolitikus, nagybirtokos, miniszter.
- Darányi Béla (Pest, 1850. július 10.–Budapest, 1924. október 1.), államtitkár, a Lipót-rend lovagja, Pest vármegye törvényhatósági bizottság tagja, a Pest vármegyei gazdasági egyesület alelnöke.[12] Neje: Nagy Antónia (1866.– Budapest, 1920. október 28.)[13]
- Darányi Borbála (Pest, 1852. május 9.–Budapest, 1908. március 2.).[14] Férje: Hóman Ottó (Magyaróvár, 1843. szeptember 30. – Budapest, 1903. április 15.) magyar klasszika-filológus, egyetemi tanár, lapszerkesztő.
- Darányi Erzsébet (Pest, 1854. április 18.–Budapest, 1927. május 1.).[15] Férje: dunaegyházi Válkay Bertalan (1838–Budapest, 1927. szeptember 18.), királyi kúriai tanácselnök.[16]
- Darányi Kálmán (Pest, 1858. szeptember 5.–Budapest, 1931. november 29.), királyi udvari tanácsos, a Magyar Földhitel intézet igazgatója, Pest vármegye törvényhatósági bizottság tagja.[17] Nőtlen.
- Darányi Gyula (Pest, 1862. március 27.–Budapest, 1931. november 29.), királyi udvari tanácsos, ügyvéd, a Duna-melléki református egyházkerület tanácsbírája, a Baar-Madas református leánynevelő intézet igazgatótanácsának az elnöke, presbiter, az Országos Magyar Gazdasági Egyesület ügyésze.[18] Felesége: Than Jolán (1871–Budapest, 1955. szeptember).[19]

## Munkái
Elnöki jelentés a kécske-alpári öblözet keletkezése, viszontagságai és jelenlegi ügyállása tekintetéből. Pest, 1866.
Gazdasági cikkei a Magyar Gazdában jelentek meg (1841. Az erdő és takarmány jövedelem neveléséről, A juh és tehéntartás, vagyis juhászat és csirászat tiszta jövedelem közti külömbségről, 1842. A gyümölcsfa ültetéséről, 1843. A váltógazdasági rendszer alapelvei, Az alföldi pap és jegyző párbeszéde a Magyar Gazda fölött sat.), végre irt még a Gazdasági Lapokban is (1861. Könyvismertetés, 1862. Az élet midőn kineveti a sophismát, igazolja a józan logikát.)